# Megachoriolaus
Megachoriolaus is een kevergeslacht uit de familie van de boktorren (Cerambycidae). De wetenschappelijke naam van het geslacht werd voor het eerst geldig gepubliceerd in 1970 door Linsley.

## Soorten
Megachoriolaus omvat de volgende soorten:
- Megachoriolaus atripennis (Bates, 1870)
- Megachoriolaus bicolor (Gounelle, 1911)
- Megachoriolaus chemsaki Linsley, 1970
- Megachoriolaus clarkei Monné M. L. & Monné M. A., 2008
- Megachoriolaus cruentus (Martin, 1930)
- Megachoriolaus flammatus (Linsley, 1961)
- Megachoriolaus ignitus (Schaeffer, 1908)
- Megachoriolaus imitatrix Linsley, 1970
- Megachoriolaus lineaticollis Chemsak & Linsley, 1974
- Megachoriolaus nigricollis Chemsak & Linsley, 1974
- Megachoriolaus patricia (Bates, 1885)
- Megachoriolaus spiniferus (Linsley, 1961)
- Megachoriolaus sylvainae Audureau, 2010
- Megachoriolaus texanus (Knull, 1941)
- Megachoriolaus unicolor (Bates, 1892)
- Megachoriolaus venustus (Brême, 1844)
- Megachoriolaus yucatanus Giesbert & Wappes, 2000